# Kraljevo (gmina Aleksinac)
Kraljevo (cyr. Краљево) – wieś w Serbii, w okręgu niszawskim, w gminie Aleksinac. W 2011 roku liczyła 821 mieszkańców.